# امید اردم
امید اردم (انگلیسی: Ümit Erdim؛ زادهٔ ۱۵ ژوئن ۱۹۸۵) بازیگر اهل ترکیه است. وی از سال ۱۹۹۸ میلادی تاکنون مشغول فعالیت بوده‌است.